# Sempre em Pé
Sempre em Pé foi um talk-show televisivo português de stand-up comedy, em estilo de late-night show, emitido na RTP2, único e inovador no país na altura. 
Apresentado por Luís Filipe Borges, que, para além dos seus próprios textos humorísticos, comandava a emissão, gerindo o tempo entre os diversos convidados e os sketches de humor. O programa contava semanalmente com a presença de 3 convidados distintos:  uma personalidade (actor, famoso, político etc., que dispunha de um guião e "ensaiava" a sua actuação previamente), um talento (alguém reconhecido na área da stand-up commedy), e uma revelação (um amador disposto a demonstrar o seu talento em directo.
Além disso, dispunha de várias rubricas de vídeos humorísticos, entre as quais se destacam o Bubu, os ComedyB4 onde se destacou Pedro Fernandes, os "Fait Diver", os Pajorpa e os Pionés.Destacou-se igualmente por ser um dos primeiros programas televisivos a utilizar o Youtube como "ferramenta da trabalho".
Este programa contou com duas séries emitidas entre 10 de Abril de 2007 e 22 de Janeiro de 2008.